# (9067) Katsuno
(9067) Katsuno est un astéroïde de la ceinture principale.

## Description
(9067) Katsuno est un astéroïde de la ceinture principale. Il fut découvert le 16 avril 1993 à Kitami par Kin Endate et Kazuro Watanabe. Il présente une orbite caractérisée par un demi-grand axe de 2,81 UA, une excentricité de 0,15 et une inclinaison de 7,7° par rapport à l'écliptique.

## Compléments